# Gelasma adaptaria
Gelasma adaptaria är en fjärilsart som beskrevs av Louis Beethoven Prout 1933. Gelasma adaptaria ingår i släktet Gelasma och familjen mätare. Inga underarter finns listade i Catalogue of Life.